# 12533 Едмонд
12533 Едмонд (12533 Edmond) — астероїд головного поясу, відкритий 2 червня 1998 року.
Тіссеранів параметр щодо Юпітера — 3,390.